# プリズン・ガール
『プリズン・ガール』（PRISON GIRL）は、実話を基にした有村朋美原作の書籍（ポプラ社、2005年刊）。2006年4月18日21:00～22:54に日本テレビ系のドラマ・コンプレックスの輝く女シリーズ第３弾テレビドラマとして放映された。視聴率9.5%。構成上一部フィクションが含まれる。
サブタイトルは、「アメリカ女子刑務所22ヶ月・懲役57年アフリカギャング・斧で5人頭を割った白人女の2メートルの元オトコ・1300人の凶悪犯と過ごした日本の女の子の獄中記」

## 内容
ニューヨークに語学留学中の朋美は、麻薬の売買をしている恋人と付き合い続けていた。その後、麻薬取引の共謀罪に問われて実刑判決を言い渡されたため、刑務所に入れられたというもの。

## テレビドラマ

### 出演者
- 有村朋美 - 安倍なつみ
- キャティ - ユンソナ

（最後のシーンで、朋美とキャティ本人が後ろ姿で出演している。）
- 美由紀 - 佐藤仁美
- アレックス - ジェイソン・シップマン
- グロリア - 安奈・ルイス
- ズマ - シドニー・ブラウン
- スー - 宗湘平
- ルビータ - ジョージ・アン・エガートン
- マリ - アジャ・コング
- 朋美の父 - 小林すすむ
- 朋美の母 - 原日出子
- 放映プロジェクト
- 稲川素子事務所
- LAZARIS
- ジュネス企画

### スタッフ
- プロデューサー - 池田健司、山本愛、小幡英司、佐藤敦
- 脚本 - 石田昌浩、若林愛美
- 演出 - 若林愛美
- 構成 - 原木綿子、福田千津子
- 音楽 - 鈴木勉
- 撮影 - 三浦貴広、佐左部一哉
- 照明 - 笹川満、高岡敦
- 録音 - 安宅雄一、井崎二郎
- VE - 穴吹昌禎、種川敏明
- CA - 酒谷聡明
- 技術プロデュース - 萬谷享、川畑博嗣
- EED - 瀧川賢一、十川海次郎
- MA - 青木伸次
- 整音 - 松屋隆裕
- 効果 - 島野高一
- 美術デザイナー - 室岡秀信
- 美術進行 - 松本佳子
- 装飾 - 佐原敦史
- 持ち道具 - 鶴岡久美
- 装置 - 笠原達矢
- 衣裳 - 松下麗子
- メイク・ヘアーメイク - 泉宏幸
- 特殊メイク - 米塚尚史（HAUNTED）
- アメリカロケコーディネーション - 岡田俊二、里見亜佐子、井上正之
- 美術 - 岡崎行信
- 韓国コーディネーター - SUBARU KOREA
- ロケ協力 - 東洋英和女学院大学、桐蔭学園メモリアルアカデミウム、松原アーバンクリニック、壱番館 ほか
- 撮影協力 - CIRCLE、Spico.
- 美術協力 - 西武学園医学技術専門学校、(株)ピアノ百貨、Canon、TOSHIBA
- 持ち道具協力 - メガネドラッグ、ART/BERG、エステール、ete、HARVEST CORPORATION
- 衣裳協力 - JEAN NASSAUS COMPANY、LESS HALLES、￥・JEANS、apestein、SWEET DEGREES、LAISSE PASSE、フーフォレー、アモイ・インター、FIGNO、GRAY MAGIC、CEST LAVIE、中谷株式会社 ほか
- 協力 - 東映東京撮影所、イメージランド、阿呍-AUN-、麻布プラザ、e-naスタジオ、シグマセブン
- 協力プロデューサー - 吉川圭三
- 取材協力 - 藤井良樹
- 広報担当 - 神山喜久子
- 番組デスク - 木下由美
- スチル - 酒井博
- 車両 - エイ・アール・サービス
- 助監督 - 金佑彦、須山弘太郎、山野辺聖勝、荒木健二
- 音楽協力 - 日本テレビ音楽
- 監督 - 若林愛美
- 製作 - 日本テレビ
- 製作・著作 - 安寿

| 日本テレビ DRAMA COMPLEX（2006年4月18日） | 日本テレビ DRAMA COMPLEX（2006年4月18日） | 日本テレビ DRAMA COMPLEX（2006年4月18日） |
| 前番組                                    | 番組名                                    | 次番組                                    |
| ----------------------------------------- | ----------------------------------------- | ----------------------------------------- |
| 嘘をつく死体                              | プリズン・ガール                          | ダイエットの女王・鈴木その子              |